# Shion Uzuki
Shion Uzuki è la protagonista della serie di videogiochi per PlayStation 2 e Nintendo DS Xenosaga.

## Shion, la sua storia
Shion ha cominciato a lavorare diciottenne per la Vector Industries, First R&D Division. Viene ufficialmente nominata "Capo Ingegnere del progetto KOS-MOS General Operation System, Centro di Ricerca, Vector Industries First R&D Division".
È molto solare, generosa ed ottimista, nonostante abbia perso famiglia e ragazzo. In Episode I, sembra soffrire di alcune fobie, tra cui quella ai fulmini, nonostante, paradossalmente, molti dei suoi attacchi siano Thunder-based. Ci sono alcune rivalità tra lei e suo fratello, Jin Uzuki di tredici anni più vecchio di lei.
Nonostante non lo dimostri, pare che abbia imparato anche lei come suo fratello ad usare la spada. L'insegnante potrebbe essere stato suo nonno, il quale ha insegnato l'arte del combattimento anche a Jin e Margulis.
"Shion" è il nome giapponese di un tipo particolare di margherita (fiore).
Possiede alcune particolari abilità che la rendono unica: è entrata in contatto diretto con uno Gnosis eppure è ancora intatta. Inoltre è in grado di sentire la Song of Nephilim, che in linea teorica può essere ascoltata solo da realians, URTVs, chaos e Wilhelm.

## Connessioni con altri personaggi
- Jin Uzuki, suo fratello. Condividono un passato difficile, e alcune tecniche (in ep. II una double-tech permette loro di effettuare un potente attacco combinato con due spade). Il loro rapporto è contrassegnato da tensioni, ma che svaniscono pian piano in ep. II.
- KOS-MOS, costruita da lei ed il suo fidanzato. La verità tra loro verrà svelata in ep. III, per ora le speculazioni vogliono che Shion sia parte di KOS-MOS, se non sua figlia. In ogni caso, ciò che è certo è che Shion è necessaria per il suo risveglio.
- Kevin Winnicot, il suo ex-ragazzo. Teoricamente morto per mano di KOS-MOS quando la U-Tic Organization tentò di controllarla, è ufficiale che ritornerà a farsi vedere in ep. III, con sorpresa di Shion, sotto forma di Testament.

## Shion inEpisode III
La trama di ep. III verte su Shion e KOS-MOS. In particolare, Shion non lavora più per la Vector ma per Scientia, che tenta di contrastare i loschi piani della organizzazione.
Il suo ciondolo avrà un ruolo chiave nella storia.

## Shion in altri videogames
Shion è personaggio giocabile in Namco X Capcom insieme a KOS-MOS e MOMO.
| Controllo di autorità | Europeana agent/base/153140 |